# M107 (артиллерийский снаряд)

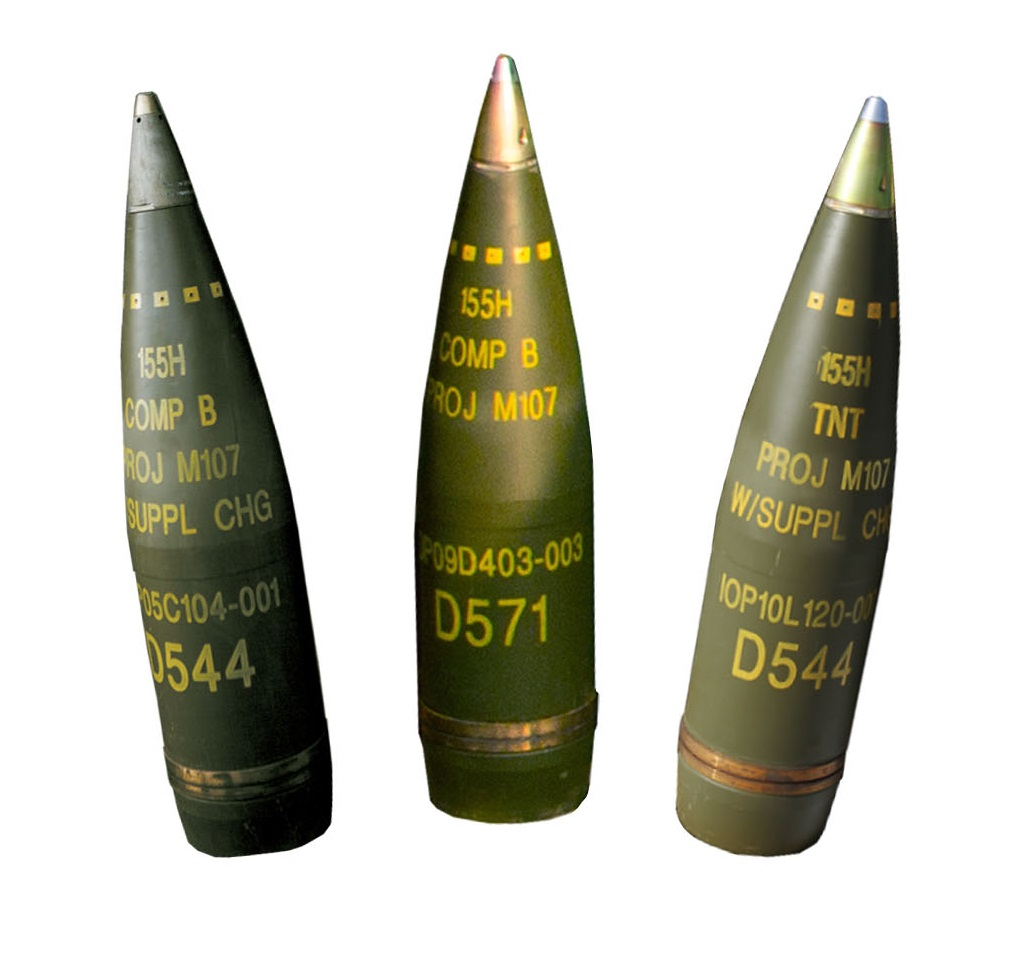
Снаряды M107 производства Iowa Army Ammunition Plant.
Слева направо: 1. Снаряд производства 2005 года, начинённый "смесью Б", с дополнительным зарядом; 2. Снаряд производства 2009 года, начинённый "смесью Б", без дополнительного заряда; 3. Снаряд производства 2010 года, начинённый тринитротолуолом, с доп. зарядом

M107 —  осколочно-фугасный артиллерийский снаряд калибра 155мм. Разработан в США в 1940-х годах. До 1996 года был стандартным 155-мм осколочно-фугасным снарядом для гаубиц армии США и Корпуса морской пехоты США. С 1996 года в вооруженных силах США заменяется на M795.

## История
M107 был разработан для гаубицы M114 в 1940-х годах. Является модернизацией артиллерийского снаряда M102, разработанного Schneider et Cie в 1930-х годах. (Основное отличие M107 от M102 -  более широкий ведущий поясок). Снаряд M107 был принят на вооружение многими армиями мира и производился в разных странах. Это сделало M107 стандартным снарядом НАТО для 155-мм артиллерии. Он также послужил основой для Совместного меморандума о взаимопонимании НАТО по баллистике (англ: Joint Ballistics Memorandum of Understanding (JBMOU) ).

## Описание

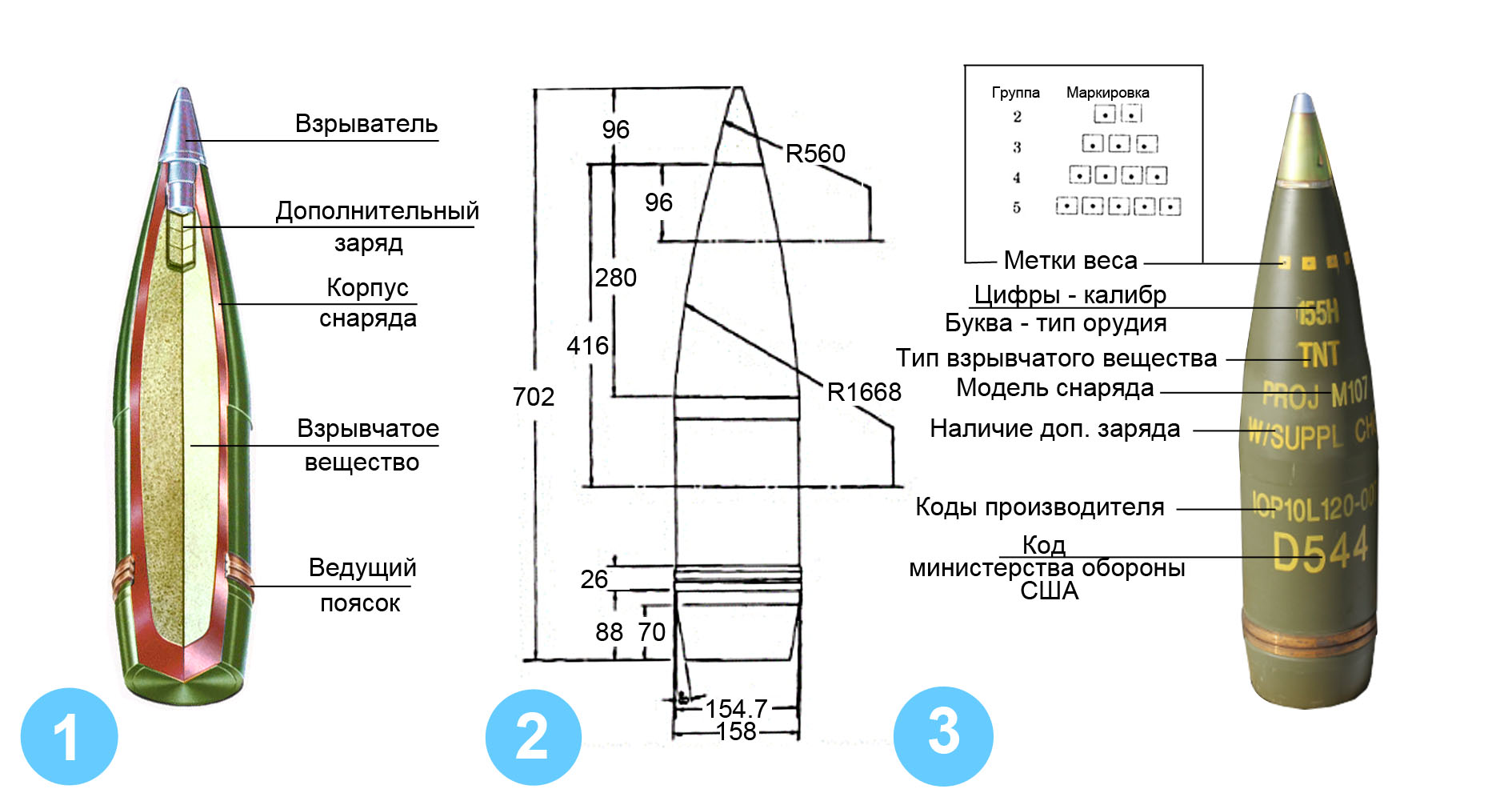
1. Устройство; 2. Размеры, мм; 3. Маркировка

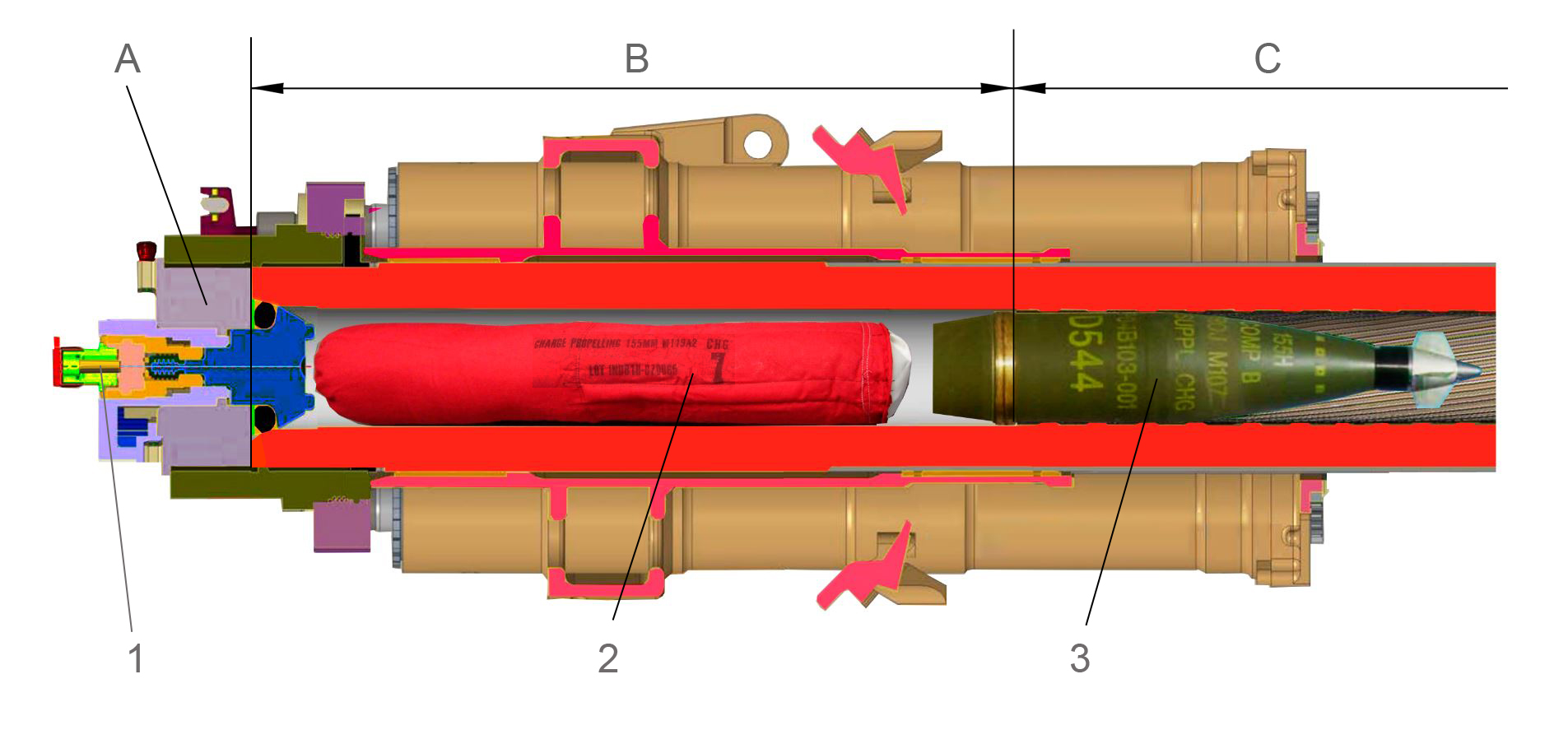
Заряженное орудие M284 самоходной гаубицы M109A7 Paladin. A - затвор; B - камора; С - нарезная часть канала ствола
1. Ударная трубка M82; 2. Метательный заряд M119А2, заряд 7; 3. Снаряд M107 c корректирующим взрывателем M1156 PGK

Снарядом М107 могут стрелять почти все 155-мм гаубицы. Снаряд имеет длину 605,3 мм (без взрывателя) и диаметр 154,71 мм. Баллистический коэффициент снаряда - 0,51. Корпус полый, изготовлен из кованой стали AHSS ( AISI - 1045) Внутри корпуса находится взрывчатое вещество: 6,62 кг тротила (такие снаряды имеют маркировку на корпусе "TNT") или 6,985 кг "композиции Б" (маркировка "COMP B"). В носовой части снаряда имеется резьбовое отверстие для ввинчивания взрывателя. При поставке с завода в него вкручивается рым-болт, который перед стрельбой выкручивается и заменяется взрывателем. Напротив резьбового отверстия во взрывчатом веществе, заполняющем корпус, высверлено углубление под взрыватель. Оно может быть небольшой глубины ("normal cavity". Обозначается на корпусе снаряда маркировкой D571), или глубокое ("deep cavity". С 1959 года обозначается на корпусе снаряда маркировкой D544. До 1958 года - R2BLA). В случае глубокого углубления в него на заводе вставляется дополнительный заряд (англ: "supplementary charge") весом 136 грамм, выравнивающий глубину отверстия до "нормальной". В случае, когда снаряд D544 используется с взрывателем, имеющем короткую ввинчивающуюся часть (56 мм), дополнительный заряд остаётся на месте, при использовании взрывателя с длинной ввинчивающейся частью (124,7 мм) - вынимается.

Снаряженный снаряд весит от 40,82 до 43,88 кг в зависимости от используемого взрывчатого вещества и детонатора. Неснаряжённые взрывателем  снаряды по весу делятся на пять групп (зон). Начиная со второй, зоны маркируются в носовой части снаряда соответствующим количеством квадратов желтого цвета. При этом в каждом квадрате керном набивается углубление.
Для герметизации камеры сгорания между стенкой орудия и снаряда в задней части снаряда имеется сдвоенный ведущий поясок. Он вдавливаются в нарезы ствола орудия при выстреле. С ведущим пояском диаметр снаряда составляет 157,98 мм.
Максимально допустимое давление газа при стрельбе, ограниченное двумя узкими поясками, составляет 3000  бар. Начальная скорость снаряда может составлять от 205 до 830 м/с. Снаряду требуется около 83 секунд, чтобы преодолеть дистанцию стрельбы в 20 км.
Круговое вероятное отклонение на максимальных дистанциях стрельбы составляет от 120 до 180 м.
При детонации корпус снаряда даёт примерно 1950 осколков, которые разлетаются со скоростью от 1000 до 1500 м/с. Большинство из них имеют вес от 6,5 до 10 г. Они смертельны против живых целей на расстоянии около 50 м и могут нанести ранения на расстоянии около 100 м. Осколки способны пробивать стальные листы AW-5005 толщиной 31 мм на расстоянии более 10 м. 
Основными недостатками снаряда М107 являются небольшая дальность стрельбы и отсутствие взрывателя, обеспечивающего его самоликвидацию при несрабатывании основного взрывателя. Ограничение по дальности вызвано конструкцией (ширина ведущих поясков) и материалом корпуса снаряда, которые не допускают стрельбы из орудий со стволом длиной более 45 калибров.

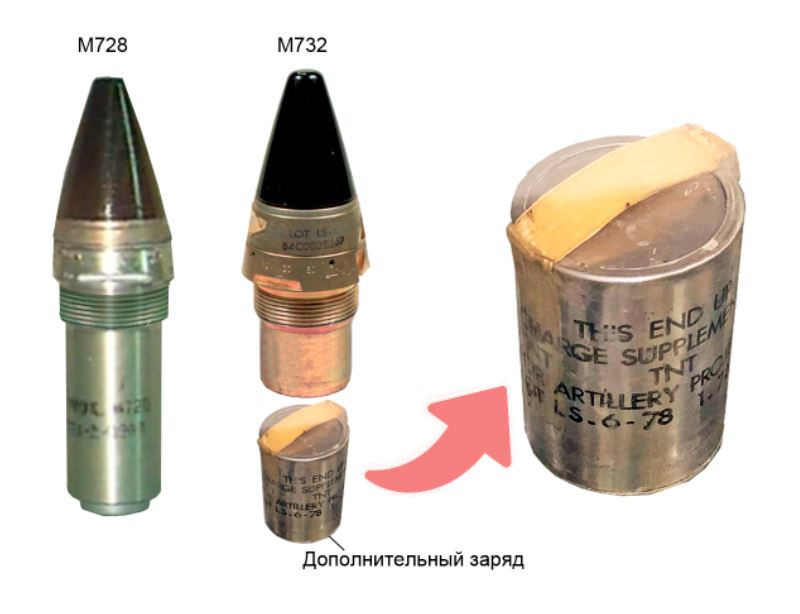
Слева направо: 1. Взрыватель M728; 2. Взрыватель M732 + дополнительный заряд; 3. Дополнительный заряд (увеличено)

| Зона | Мини. вес, кг | Макс. вес, кг |
| ---- | ------------- | ------------- |
| 2    | 40,5          | 41,0          |
| 3    | 40,9          | 41,5          |
| 4    | 41,4          | 42,1          |
| 5    | 41,9          | 42,5          |

| Гаубица              | Длина ствола в калибрах | Метательный заряд | Начальная скорость снаряда | Дальность |
| -------------------- | ----------------------- | ----------------- | -------------------------- | --------- |
| M114                 | 23                      | Заряд 7           | 563,9 м/с                  | 14,6 км   |
| M198,M109A1 - M109A4 | 39                      | Заряд 8           | 684,3 м/с                  | 18,1 км   |
| M109A5 - M109A7      | 39                      | Заряд M232A1      |                            | 18,1 км   |

## Стоимость
В 2005 году один снаряд M107 стоил 230 долларов США.

## Взрыватели
Может применяться любой взрыватель, соответствующий стандарту STANAG 2916
- Взрыватели с короткой ввинчивающейся частью :
  - М557, М572, М739, М564, М577, М582, М732
- Взрыватели с длинной ввинчивающейся частью:
  - М728, взрыватель с коррекцией курса M1156

## Метательные заряды
Снаряд М107 относится к категории раздельно заряжаемых боеприпасов с модульными (зональными)  метательными зарядами. То есть снаряд и метательные заряды заряжаются раздельно. Могут использоваться, например, стандартные метательные заряды НАТО, такие как M3 (зоны 3, 4 и 5), M4 (зоны 3, 4, 5, 6 и 7), M119 (зоны 7 b 8) или M203 (зона 9). Последние два используются для орудий длиной от 39 калибров.

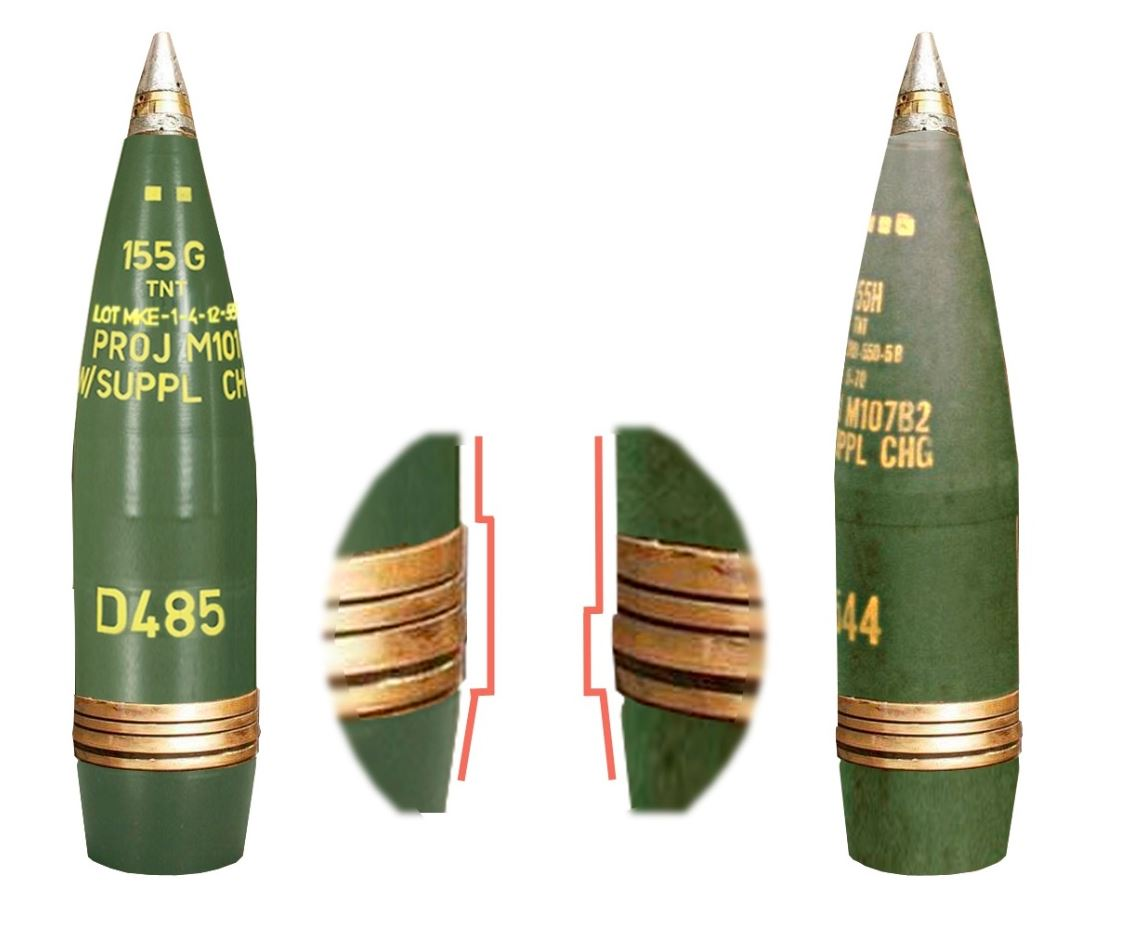
Cлева - M101, справа - M107В2, посредине - отличия в форме ведущего пояска

## Аналоги в США
M107B2 - артиллерийский снаряд M101 с частично сточенным ведущим пояском.
155мм снаряд М101  имеет те же параметры, что и M107, за исключением того, что его ведущий поясок гораздо шире, и передняя сторона его находится ближе к носу снаряда. Так как артсистемы, для которых он разрабатывался, сняты с вооружения, оставшиеся запасы снарядов модифицированы для стрельбы из 155мм гаубиц путём стачивания части ведущего пояска на токарном станке. Эти снаряды получили индекс M107B2. Основная масса снарядов M107B2 была поставлена в Нидерланды и Грецию.

## Аналоги в мире

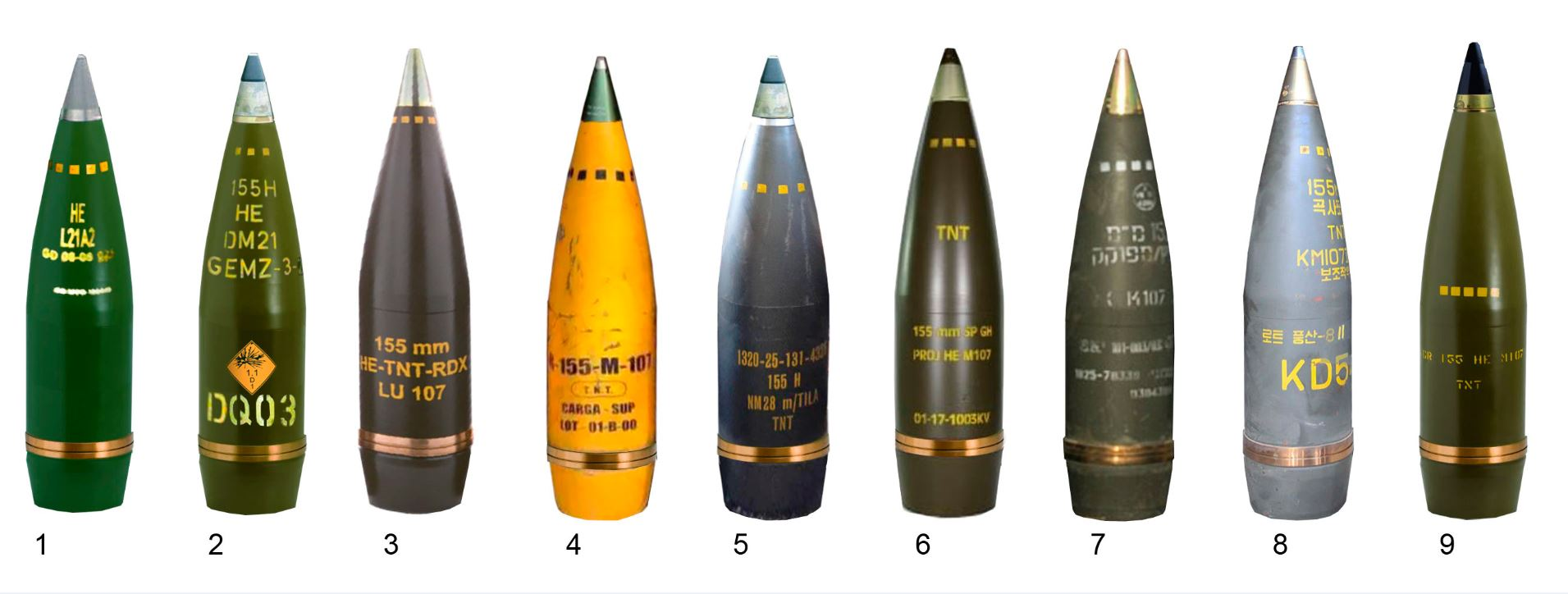
Клоны снаряда М107 из некоторых стран: 1. L21, Англия; 2. DM21, Германия; 3. LU107, Франция; 4. М-107, Испания; 5. NM28, Норвегия; 6. М107, Словакия; 7. М107, Израиль; 8. КМ107, Южная Корея: 9. М107, Бразилия

Снаряд M107 находится на вооружении многих армий мира. Он производится либо производился производился в различных странах, таких как США, Великобритания , Израиль , Италия , Япония , Греция , Испания , Франция , Германия , Норвегия и других. В списке боеприпасов бундесвера он обозначен как DM21, а в британской армии — как L21 . M107 используется в швейцарской армии. Во французской армии он имеет обозначение LU107, а в Норвегии его производит компания Nammo под обозначением NM28 . Самое позднее с конца 1990-х годов снаряд M107 всё чаще заменяется более мощными 155-мм снарядами, такими как L15/17 и M795 , а также снарядами семейств HE-ER и ERFB . Из-за сравнительно низкой цены и широкой совместимости M107 до сих пор хранится в больших количествах в качестве военного резерва. С 2022 года поставляется на Украину.

## Дополнительные изображения

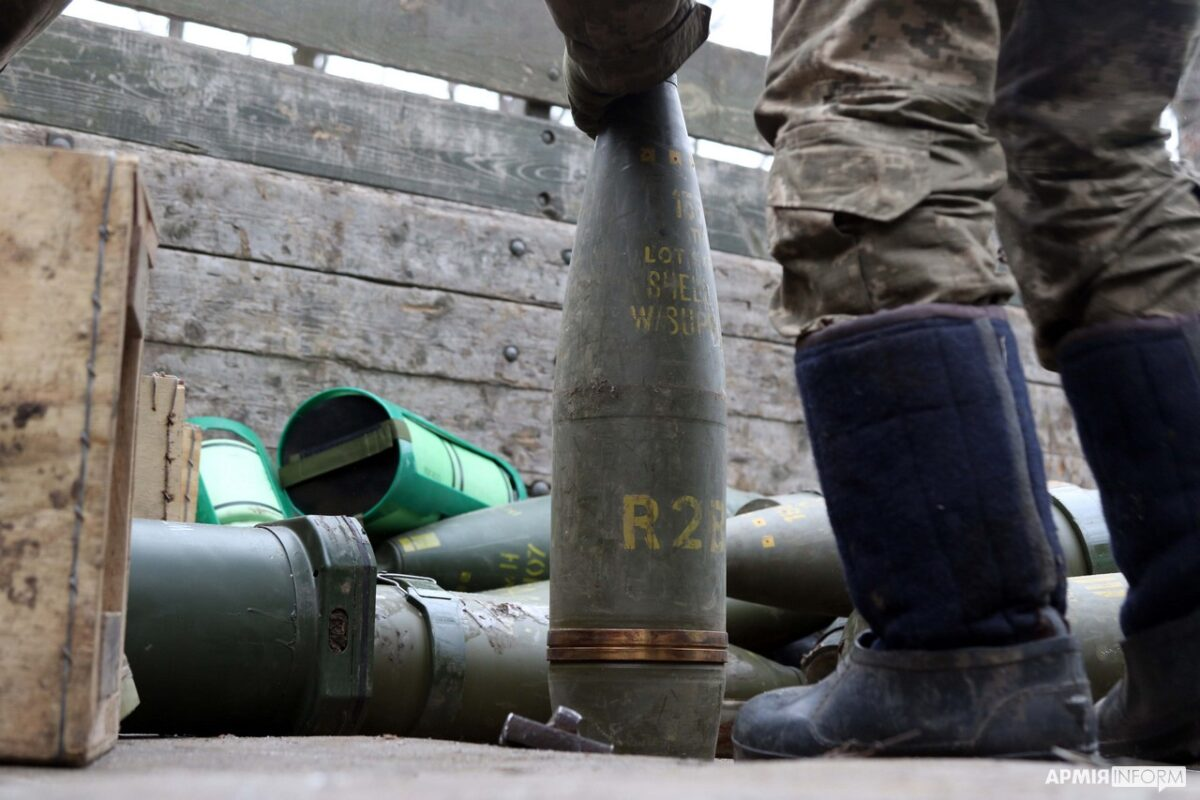
Снаряд М107, произведённый до 1958 года, применяется в Украине в 2023 году